# Pimpinella leptoclada
Pimpinella leptoclada är en växtart i släktet bockrötter (Pimpinella) och familjen flockblommiga växter. Arten är en ettårig ört som förekommer från nordöstra Iran till västra Xinjiang.